# Třída Caldwell
Třída Caldwell byla třída torpédoborců námořnictva Spojených států amerických. Celkem bylo postaveno šest jednotek této třídy. Společně s následujícími velkosériově produkovanými třídami Wickes a Clemson tvořily rozsáhlou skupinu amerických torpédoborců s průběžnou palubou (flush deck). Torpédoborce do služby vstupovaly za první světové války, čtyři byly ve službě ještě na prahu druhé světové válce. Zatímco jeden byl upraven na rychlou transportní loď APD, zbylé tři byly zapůjčeny Velké Británii. Po druhé světové válce byly vyřazeny.

## Stavba
Třída Caldwell představovala mezistupeň mezi předcházejícími americkými tisícitunovými torpédoborci a velkosériově produkovanými třídami Wickes a Clemson. Jejich stavba byla financována ve fiskálním roce 1916. Celkem bylo postaveno šest jednotek této třídy. Stavbu provedlo pět loděnic: Mare Island Navy Yard ve Vallejo, Norfolk Navy Yard v Portsmouthu, Todd v Tacomě, William Cramp & Sons ve Filadelfii a Bath Iron Works v Bathu.
Jednotky třídy Caldwell:
| Jméno                         | Loděnice              | Založení kýlu | Spuštěna          | Vstup do služby | Osud                                                                               |
| ----------------------------- | --------------------- | ------------- | ----------------- | --------------- | ---------------------------------------------------------------------------------- |
| USS Caldwell (DD-69)          | Mare Island Navy Yard | prosinec 1916 | 10. července 1917 | prosinec 1917   | Vyřazen 1936.                                                                      |
| USS Conway (ex Craven, DD-70) | Norfolk Navy Yard     | listopad 1917 | 29. června 1918   | říjen 1918      | Roku 1940 zapůjčen Velké Británii jako Lewes, vyřazen.                             |
| USS Gwin (DD-71)              | Todd                  | červen 1917   | 22. prosince 1917 | březen 1920     | Vyřazen 1937.                                                                      |
| USS Conner (DD-72)            | Cramp                 | říjen 1916    | 21. srpna 1917    | leden 1918      | Roku 1940 zapůjčen Velké Británii jako Leeds, vyřazen.                             |
| USS Stockton (DD-73)          | Cramp                 | říjen 1916    | 17. července 1917 | listopad 1917   | Roku 1940 zapůjčen Velké Británii jako Ludlow, vyřazen.                            |
| USS Manley (DD-74)            | Bath Iron Works       | srpen 1916    | 23. srpna 1917    | říjen 1917      | Od roku 1939 pomocná loď, od roku 1940 rychlá transportní loď (APD), vyřazen 1945. |

## Konstrukce

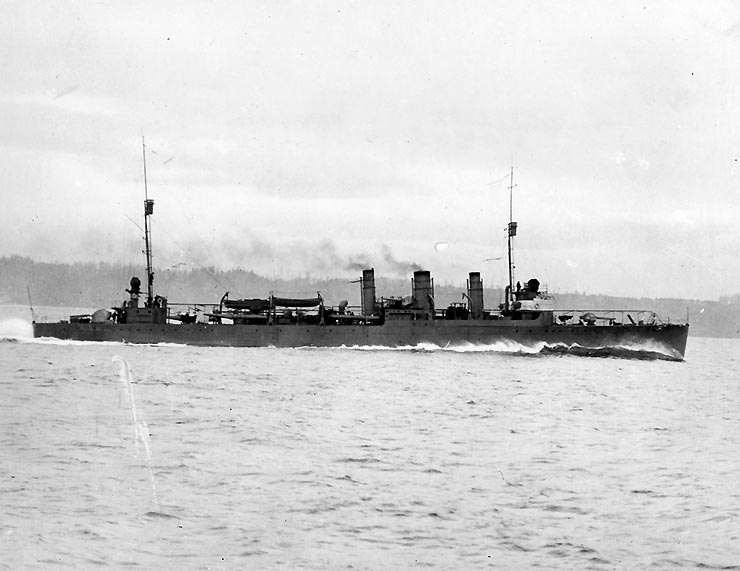
USS Gwin (DD-71) v roce 1920

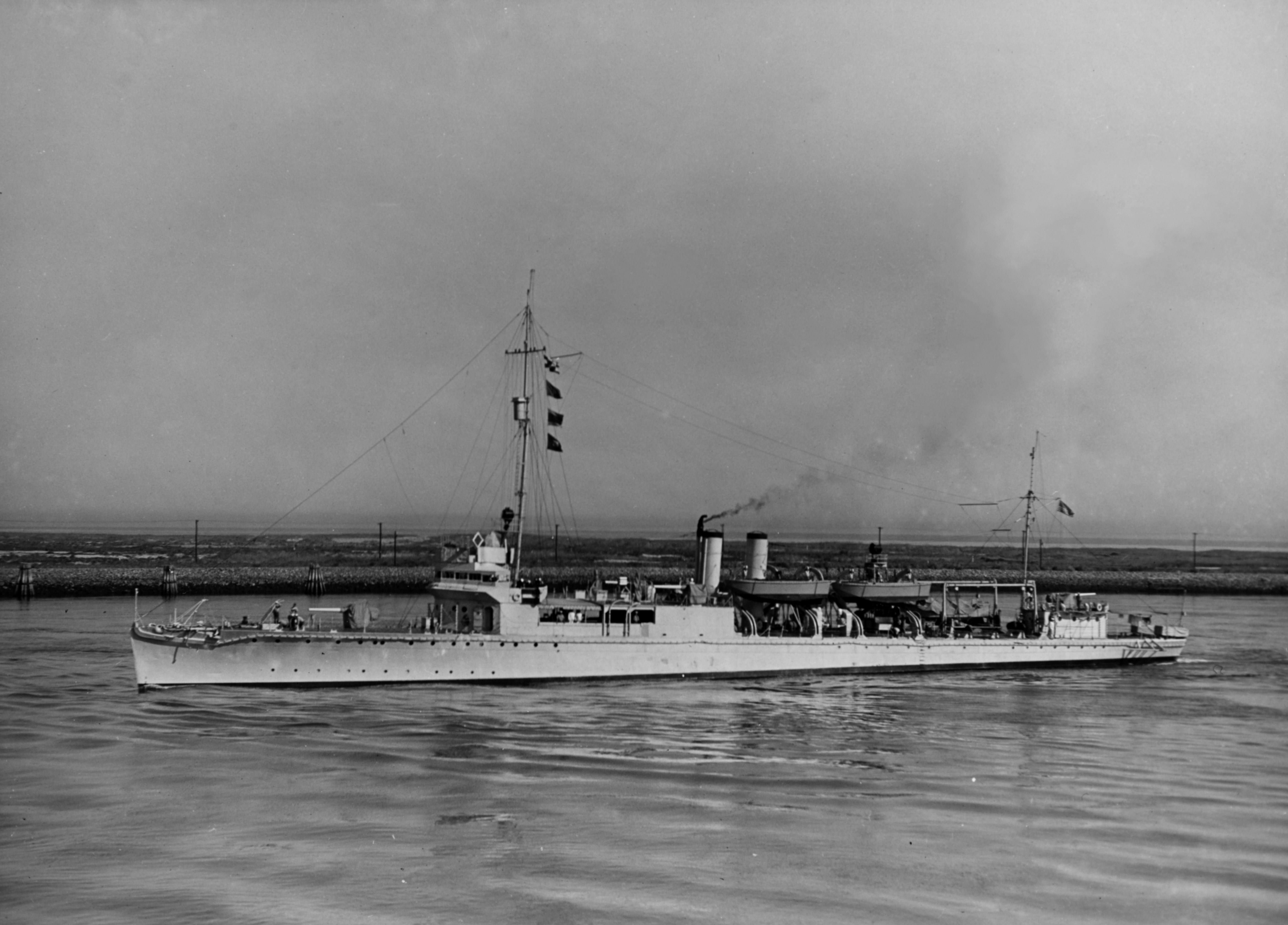
USS Manley (APD-1)

### Torpédoborec (DD)
Základní výzbroj tvořily čtyři 102mm kanóny Mk.IX v jednohlavňových postaveních a dva protiletadlové 37mm kanón Mk.VI/VII. Na palubě byly též čtyři trojhlavňové 533mm torpédomety. K ničení ponorek sloužil jeden vrhač a dvě skluzavky hlubinných pum.
Pohonný systém představoval hlavní odlišnost mezi jednotlivými plavidly. Jeho výkon byl 18 500 shp. Prototyp (DD-69) měl dvě parní turbíny Curtis, čtyři kotle Thornycroft a dva lodní šrouby. Další skupina (DD-70, 71 a 74) se lišila pouze použitím parních turbín Parsons. Konečně zbylé dva kusy (DD-72 a 73) měly dvě perní turbíny Curtis, třetí turbínu pro ekonomickou plavbu a tři lodní šrouby. Polovina plavidel (DD-71 až 73) měla tři komíny a druhá (DD-69, 70, 74) čtyři komíny. Nejvyšší rychlost dosahovala 30 uzlů. Dosah byl 2500 námořních mil při rychlosti 20 uzlů.
Roku 1918 byly 37mm kanóny nahrazeny dvěma 76mm kanóny. Ve 30. letech byl jeden 76mm kanón nahrazen dvěma 12,7mm kulomety.

### Rychlá transportní loď (APD)
Plavidlo bylo vyzbrojeno čtyřmi 102mm kanóny, čtyřmi 12,7mm kulomety, dále čtyřmi vrhače a dvěma skluzavkami hlubinných pum. Pojmulo až 144 vojáků, k jejichž vysazení sloužily čtyři na palubě uložené vyloďovací čluny LCP(L), nebo LCP(R).

## Služba

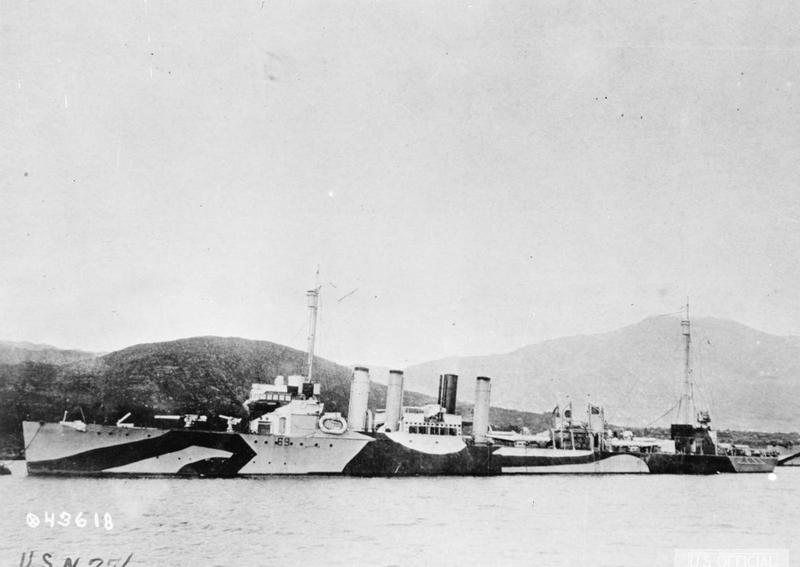
USS Caldwell (DD-69) za první světové války

Většina torpédoborců byla do služby zařazována v průběhu první světové války. Ve 20. letech byly uloženy do rezervy. V letech 1936–1937 byly vyřazeny Caldwell a Gwin. Na začátku druhé světové války tedy americké námořnictvo provozovalo ještě čtyři jednotky této třídy. Tři byly roku 1940 zapůjčeny Velké Británii. Zbývající Manley byl roku 1940 upraven na prototyp rychlé transportní lodě (APD) a zůstal jediným torpédoborcem své třídy používaným za války americkým námořnictvem.

## Uživatelé

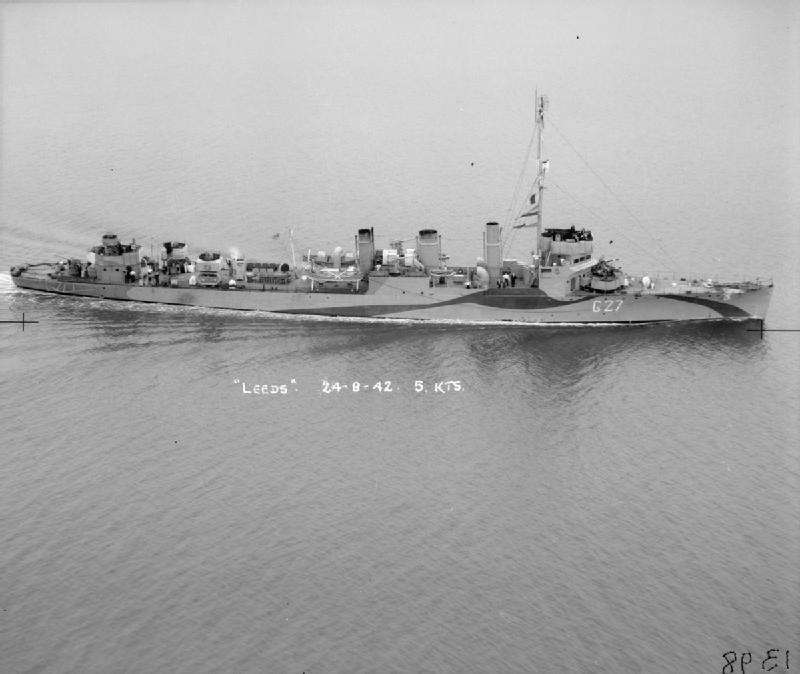
Britský torpédoborce HMS Leeds (ex Conner, DD-72) za druhé světové války

- Spojené království Britské královské námořnictvo mělo za druhé světové války zapůjčeno celkem 50 amerických čtyřkomínových torpédoborců (třída Town), z nichž tři patřily ke třídě Caldwell.[2]

- USA US Navy bylo hlavním provozovatelem šestičlenné třídy.[2]